# 偉大なる創業バカ一代
偉大なる創業バカ一代（いだいなるそうぎょうバカいちだい）は、インターネットテレビ局AbemaTVのAbemaNewsチャンネルにて、毎週土曜の22:00 - 23:00に配信されていた情報番組。毎週日曜20:00開始の番組としてスタート後、改編で時間枠を移動した。

## 概要
創業を苦難と強い信念を伴う荒行と捉え、企業家の体験談を掘り起こすビジネス情報バラエティ番組。
2017年1月2日に配信スタート。番組ではときに無謀とも思える発想、まねできない経営手腕に畏敬を込めて、創業者を「創業バカ」と呼ぶ。
番組イメージカラーは黄土色。トーク中ほとんどBGMはなく、社長の話を引き出すことに徹している。第1回ゲストはCOCO壱番屋創業者、宗次德二。
第14回までは鎧兜の飾られた日本間。第15回からシャトーアメーバ・メインスタジオで収録されている。

## 出演者

### MC
- 天野ひろゆき
- 伊東紗冶子[6]

## 主なコーナー
- 紗冶子のお名刺ちょうだい
冒頭部分のコーナー。社長控室に伊東が赴き、名刺交換を行う。伊東は誰がゲストか知らないまま訪問し、社名などからどんな話が聞けるのかを軽くインタビューする。第27回から開始。
- 創業バカ一代
社長の一代記を8本程度の巻物（掛け軸）として紹介していくメインコーナー。最初にお題をすべて出し、MCが掘り起こしたい話を選択していく。イメージ映像として格闘家・武蔵の演武が挟み込まれ、最後に創業を夢見る若者にメッセージを送る。当初はオープニング映像も武蔵の走り込みと演武であったが、リニューアルを期に伊東が空手着で走り込みや演武を行うものに変わっている。
- 紗冶子のなんかください
エンディングコーナー。伊東が社長に視聴者プレゼントをもらいにいくコーナー。応募方法はメール送信のみ。第27回から開始。

## 配信リスト
| 話数 | 配信日        | 会社名                                       | 創業バカ                       | 備考                           |
| ---- | ------------- | -------------------------------------------- | ------------------------------ | ------------------------------ |
| 1    | 2017年 1月2日 | カレーハウスCoCo壱番屋                       | 宗次德二                       |                                |
| 2    | 1月15日       | LD&K                                         | 大谷秀政                       |                                |
| 3    | 1月29日       | タビオ                                       | 越智直正                       |                                |
| 4    | 2月5日        | 肉山                                         | 光山英明                       |                                |
| 5    | 2月12日       | 名代富士そば（ダイタングループ）             | 丹道夫                         |                                |
| 6    | 2月26日       | SYホールディングス                           | 杉本宏之                       |                                |
| 7    | 3月5日        | ペッパーフードサービス                       | 一瀬邦夫                       |                                |
| 8    | 3月19日       | 相模屋食料                                   | 鳥越淳司                       |                                |
| 9    | 3月26日       | PIZZA-LA                                     | 淺野秀則                       |                                |
| 10   | 4月2日        | ライザップ                                   | 瀬戸健                         |                                |
| 11   | 4月9日        | 総集編                                       |                                |                                |
| 12   | 4月16日       | LUFTホールディングス                         | 南原竜樹                       |                                |
| 12   | 4月22日       | ヨシダソース                                 | 吉田潤喜                       | 吉田潤喜・前編                 |
| 13   | 4月30日       | ヨシダソース                                 | 吉田潤喜                       | 吉田潤喜・後編                 |
| 15   | 5月7日        | 稲川素子事務所                               | 稲川素子                       |                                |
| 16   | 5月14日       | カリカチュアジャパン                         | Kage（中西影仁）               |                                |
| 17   | 5月21日       | セブン・ドリーマーズ・ラボラトリーズ         | 阪根信一                       |                                |
| 18   | 5月29日       | GHIBRI萩大島船団丸                           | 坪内知佳                       |                                |
| 19   | 6月4日        | 秋山木工                                     | 秋山利輝                       |                                |
| 20   | 6月11日       | DDTプロレスリング                            | 高木三四郎                     |                                |
| 21   | 6月18日       | トシ・ヨロイヅカ                             | 鎧塚俊彦                       |                                |
| 22   | 6月25日       | コミー                                       | 小宮山栄                       |                                |
| 23   | 7月2日        | 総集編                                       |                                |                                |
| 24   | 7月15日       | ミクシィ                                     | 笠原健治                       |                                |
| 25   | 7月29日       | ロイヤルシステム（ブランド王ロイヤル）       | 森田勉                         |                                |
| 26   | 8月5日        | TENGA                                        | 松本光一                       |                                |
| 27   | 8月19日       | 毛髪クリニックリーブ21                       | 岡村勝正                       |                                |
| 28   | 8月26日       | 大島てる                                     | 大島てる                       |                                |
| 29   | 9月2日        | 玉海力                                       | 河邉幸夫                       |                                |
| 30   | 9月16日       | ふんどし部 みかん                            | 星野雄三 清原優太              | 東大ベンチャー特集             |
| 31   |               | 総集編                                       |                                |                                |
| 32   | 10月7日       | DDホールディングス                           | 松村厚久                       |                                |
| 33   | 10月14日      | ビームス                                     | 設楽洋                         |                                |
| 34   | 10月28日      | ワハハ本舗                                   | 喰始                           |                                |
| 35   | 11月4日       | 湘南美容外科クリニック                       | 相川佳之                       |                                |
| 36   | 11月11日      | 日本百貨店                                   | 鈴木正晴                       |                                |
| 37   | 11月25日      | 際コーポレーション                           | 中島武                         |                                |
| 38   | 12月２日      | アースホールディングス                       | 國分利治                       |                                |
| 39   | 12月9日       | 日光猿軍団                                   | 間中敏雄                       |                                |
| 40   | 12月16日      | ダイヤモンド映像                             | 村西とおる                     |                                |
| 41   | 2018年 1月6日 | 総集編                                       |                                |                                |
| 42   | 1月13日       | トリプル・ダブリュー・ジャパン               | 中西敦士                       |                                |
| 43   | 1月28日       | よし川 ブライダルサロン・ルアージュ カーリス | 吉川幸枝 松本明子 長谷川夕希子 | 日本三大ビジュアル女性創業者SP |
| 44   | 2月3日        | WILLER                                       | 村瀨茂高                       |                                |
| 45   | 2月10日       | ガルエージェンシー                           | 渡邉文男                       |                                |
| 46   | 2月24日       | 我武者羅應援團                               | 武藤貴宏                       |                                |
| 47   | 3月3日        | スーパーホテル                               | 山本梁介                       |                                |
| 48   | 3月17日       | アパマンショップ                             | 高橋誠一                       |                                |
| 49   | 3月31日       | 麺ジャラスＫ                                 | 川田利明                       |                                |

## スタッフ
- ナレーター：ボンバー森尾（第19回まで）、星川奈々（第19回まで）、矢島悠子（第20、21回）、田中萌（第22回）、桝田沙也香（第25、26回）、長良真里（2018年以降）
- 企画総合演出：谷口欽也
- 演武：武蔵
- 創業者似顔絵：KAGE（中西影仁）[9]
- 構成：鈴木裕史、タムケン
- 技術：熊谷祐己
- CAM：福元憲之、小平智紀
- リサーチ：丸井乙生[10]
- ディレクター：高橋麻樹、佐藤仁哉、青木健
- キャスティングプロデューサー：岩見ゆう子
- アートディレクション：横井勝
- 広報：徳山宗佑、関口結子（2017年）、金崎陽子（サイバーエージェントグループ、2018年）
- 制作協力：アリソ・デ・ナサソ[11]
- プロデューサー：奥山明宏（テレビ朝日）、植木一実
- 制作著作：AbemaNews、テレビ朝日